# Света Петка (Радибуш)
Вижте пояснителната страница за други значения на Света Петка.
„Света Петка“ или „Света Параскева“ (на македонска литературна норма: „Света Петка“) е възрожденска православна църква в село Радибуш, северната част на Северна Македония. Част е от Кумановско-Осоговската епархия на Македонската православна църква – Охридска архиепископия.
Църквата е изградена в 1859 година и повторно обновена в 1885 година, което е видно от ктиторския надпис над входа.
| „ | ...СОЗИДАСѦ ВЪ ЛЄТА 1859 = ѠБНОВИСѦ ВЪ ЛЄТА 1885 = СЪ ПОЗВОЛЄНЇЄМЪ НА МИЛОСТИВАГО ЦАРѦ СȢЛТАНЪ АМИДЪ. ИЖЄ ТРȢДОМЪ И ПОМОЩЮ СЕЛО РАДИБȢШЪ | “ |

В църквата има запазен красив иконостас и стенописи от XIX век.
- Иконостасът
- Поглед на запад към галерията
- Стенописи

Икони за храма в 1861 година рисува Данаил Щиплията.